# Verbascum longipedicellatum
Verbascum longipedicellatum är en flenörtsväxtart som beskrevs av Hub.-mor.. Verbascum longipedicellatum ingår i släktet kungsljus, och familjen flenörtsväxter. Inga underarter finns listade i Catalogue of Life.